# サレジオ会
サレジオ会（羅: Societas Sancti Francisci Salesii、英: Society of Saint Francis de Sales、英: Salesians of Don Bosco、略称: S.D.B.）は、北イタリアの司祭ヨハネ・ボスコによって1859年に結成されたローマ・カトリック教会の修道会。会員数の規模はイエズス会に次ぐ。サレジオ修道会とも呼ばれる。

## 創設

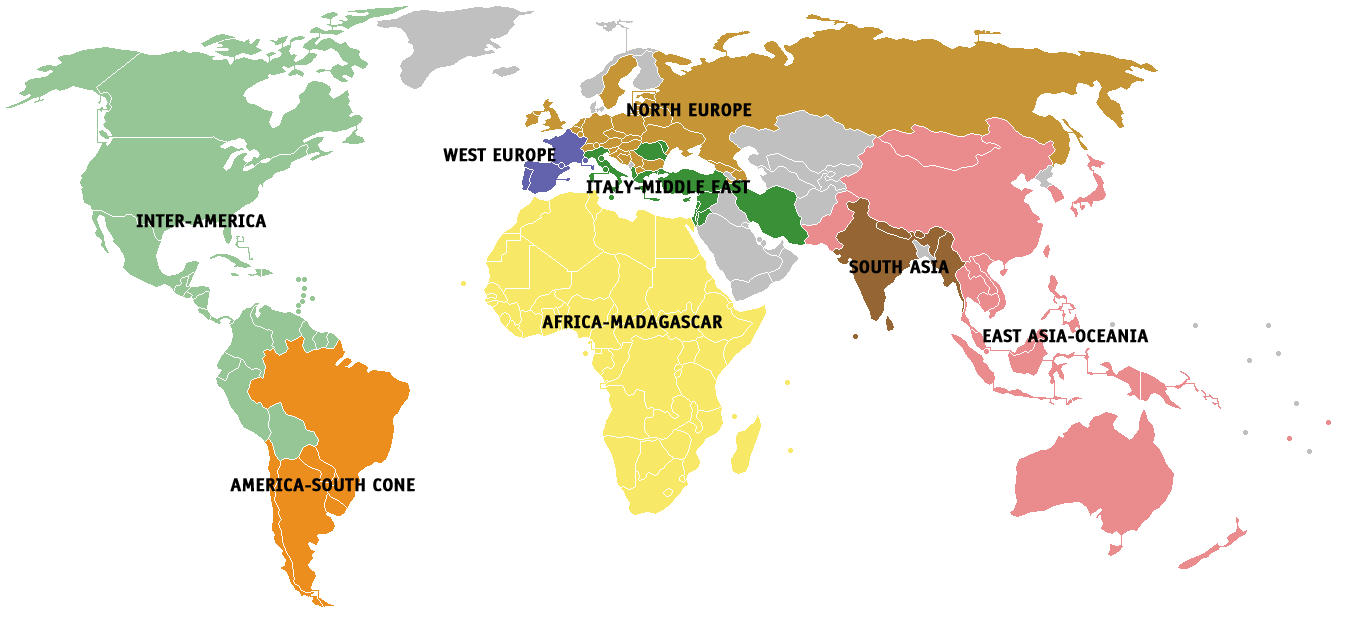
サレジオ会の活動地域

創立者ヨハネ・ボスコは1815年8月16日、ピエモンテ州カステルヌオヴォ郊外、ベッキ村で生まれた。1835年から1841年までキエリの大神学校で哲学、神学を学んだ後、当時のサルデーニャ王国の首都トリノで司祭に叙階された。19世紀後半のリソルジメントと産業革命の中で青少年たちが放置される現実に直面し、最も貧しい青少年たちのために生涯を捧げることを決意。1859年にサレジオ会を設立し、1869年に教皇から正式認可を受ける。1874年4月3日、サレジオ会の会憲が教皇から公式承認され、会は教皇直轄の修道会となる。学校事業、社会事業を通じて多くの人々を導いた。
現在、サレジオ会の本部はローマにあり、ヨハネ・ボスコの理想を引き継いで世界中で青少年教育活動を行っている。

## 名称
サレジオ会の名称は、宗教改革期にカルヴァン派の拠点ジュネーヴで活躍した北イタリア出身の司教・思想家、聖フランシスコ・サレジオ (1567年8月21日 - 1622年12月28日)に由来する。「一樽の酢より一匙の蜂蜜のほうが、よく人々の心をとらえることができる」という彼の言葉に示される優しさと人類愛は、ヨハネ・ボスコの教育理念に深い影響を与えた。

## 日本での活動
サレジオ会の日本での活動は、ラヴェンナ出身のカトリック司祭ヴィンチェンツォ・チマッティ神父（宣教師であり博士であり教育者）を団長とする宣教師団の宮崎への到着により、1926年に始まった。
1928年に出版事業のためドン・ボスコ社を設立。1932年には高齢者と孤児のための宮崎救護院（後のカリタスの園）を開設。1933年には宮崎神学校（後の日向学院）、1934年には東京育英工芸学校（後のサレジオ工業高等専門学校）を創立。1937年のサレジオ会日本管区認可、宮崎カリタス修道女会（現：イエスのカリタス修道女会）創立を経て、1946年に戦災孤児救済のため中津ドン・ボスコ学園（後の中津ドン・ボスコ学園中学校）、東京サレジオ学園を開設。1950年には大阪星光学院中学校・高等学校、また1960年には目黒サレジオ中学校・高等学校（後のサレジオ学院中学校・高等学校）を創立し、特色ある中高一貫教育を行っている。
また教会運営では、カトリック東京大司教区から碑文谷（『いつかサレジオ教会で』のロケ地）・調布・下井草・鷺沼・足立・三河島を任されている。
姉妹会として、ヨハネ・ボスコと聖マリア・マザレロにより1872年に設立された女子修道会のサレジアン・シスターズ（扶助者聖母会）があり、1929年宮崎に扶助者聖マリア修道院を、また1940年には東京に星美学園を創立し、カトリック精神に基づいた幅広い教育活動を行っている。1986年、宮崎カリタス修道女会（イエスのカリタス修道女会）が「サレジオ家族」への加入を認可された。
東京都調布市のカトリック調布教会（東京大司教区）に隣接する調布サレジオ神学院内に「チマッティ資料館」がある。
仙台教区および高松教区教区長であったフランシスコ・ザビエル溝部脩司教、カトリックさいたま教区のマリオ山野内倫昭司教はサレジオ会の会員である。